# 廣瀬浩司
廣瀬 浩司（ひろせ こうじ、1963年7月29日 ‐）は、日本の哲学者。フランス哲学専攻。筑波大学教授。

## 来歴
1963年、東京都生まれ。筑波大学附属駒場高等学校を卒業して、東京大学教養学部教養学科フランス分科に入学。卒業後は同大学大学院総合文化研究科へ進み、博士課程中退。パリ高等師範学校聴講生(1989年 - 1990年)。パリ第1大学に『メルロ＝ポンティ論（Problématique de l’institution dans la dernière philosophie de Maurice Merleau-Ponty : événement structure chair）〔モーリス・メルロ＝ポンティ後期哲学における制度化の問題系〕』を提出して博士号（哲学）を取得（審査委員：Jean Deprun, Françoise Dastur, Jean-François Courtine, François Heidsieck)。
1994年から1995年、東京大学助手。1996年、筑波大学講師となり、1999年より助教授。2007年より人文社会科学研究科准教授、2014年人文社会系教授。国際メルロ＝ポンティ学会誌Chiasmi internationalの編集委員を務めている。 

## 著書
- 『デリダ きたるべき痕跡の記憶：哲学の現代を読む』（白水社） 2006
- 『後期フーコー 権力から主体へ』（青土社） 2011

### 共著
- 『知の教科書 デリダ』（林好雄共著、講談社選書メチエ） 2003
- 『現象学と二十一世紀の知』（長滝祥司編、ナカニシヤ出版） 2004
- 『身体・気分・心 - 臨床哲学の諸相』（河合文化教育研究所） 2006
- 『纏う 表層の戯れの彼方に』（大宮勘一郎, 神尾達之, 嶋田由紀, 前田良三, 柳橋大輔共著、水声社） 2007
- 『ドゥルーズ / ガタリの現在』（鈴木泉, 小泉義之, 檜垣立哉編、平凡社） 2008
- 『続・ハイデガー読本』（秋富克哉, 安部浩編） 2016
- 『現象学のパースペクティヴ』（河本英夫, 稲垣諭編著、晃洋書房） 2017
- 『メルロ＝ポンティ哲学者事典 別巻』 2017　：「デリダ」の項
- 『哲学のメタモルフォーゼ』（河本英夫, 稲垣諭編著、晃洋書房） 2018

## 翻訳
- 『フランス現代哲学の最前線』（クリスチャン・デカン、講談社現代新書） 1995
- 『介入? 人間の権利と国家の論理』（エリ・ウィーゼル, 川田順造編、林修共訳、藤原書店） 1997
- 『歓待について パリのゼミナールの記録』（ジャック・デリダ, アンヌ・デュフールマンテル、産業図書） 1999、のち改題『歓待について - パリ講義の記録』（ちくま学芸文庫） 2018
- 『死を与える』（ジャック・デリダ、林好雄共訳、ちくま学芸文庫） 2004
- 『ミシェル・フーコー講義集成 主体の解釈学 コレージュ・ド・フランス講義 1981-1982年度』（原和之共訳、筑摩書房） 2004
- 『フーコー・コレクション』（分担訳、ちくま学芸文庫） 2006
- 『神話論理 Ⅳ-1 裸の人』（クロード・レヴィ＝ストロース、吉田禎吾, 木村秀雄, 中島ひかる, 瀧浪幸次郎共訳、みすず書房） 2008
- 『ミシェル・フーコー講義集成 生者たちの統治 コレージュ・ド・フランス講義 1979-1980年度』（筑摩書房） 2015
- 『精神医学と制度精神療法』（ジャン・ウリ、三脇康生監訳、原和之共訳、春秋社） 2016
- 『コレージュ・ド・フランス講義草稿 1959-1961』（メルロ＝ポンティ、ステファニー・メナセ編、松葉祥一, 加國尚志共訳、みすず書房） 2019
- 『精選 シーニュ』（メルロ＝ポンティ、ちくま学芸文庫） 2020

## 参考
- [ISBN　978-4-560-02453-9]
- J-GLOBAL
- https://tsukuba.academia.edu/KojiHirose
- 個人HP「フランス思想と現象学」:http://www.asahi-net.or.jp/~dq3k-hrs/index.html